# Karen-Marie Flagstad
Karen-Marie Flagstad (Oslo, Vestre Aker, 24 november 1904 – Oslo, 25 december 1992) was een Noors operazangeres.
Karen-Marie Flagstad werd geboren binnen het muzikale gezin van Michael Flagstad (violist/dirigent) en Marie Nielsen Johnsrud (piano). Haar zuster Kirsten Flagstad was een van de grootste operazangeressen van haar tijd. Haar oudste broers, Ole Flagstad (cello) en Lasse Flagstad (piano) waren eveneens werkzaam in de muziek. Ze huwde zelf in de jaren dertig de Oostenrijkse muzikant Johann Cerhal/Cerkal, ze nam voor optredens in Zuid-Europa haar mans naam aan (Marie Cerhal).
Karen-Marie kreeg haar opleiding in het begin binnen het gezin. Er zijn foto’s waarin ze samen met broer Lasse aan de piano zit. Haar carrière begon bij een beginnende Opera Comique. Haar debuut vond plaats in 1926 in de operette Fetteren fra Batavia (rol Hannah) van Eduard Künneke en Bajadaren van Emmerich Kálmán. Ze werkte gestaag aan haar loopbaan en kreeg haar eerste belangrijke rol als Amor in Orpheus van Christoph Willibald Gluck. Plaats van handeling was toen het Centraltheatret. Later volgden optredens in het Nationaltheatret Haar faam bereikte ook de Verenigde Staten en Duitsland, waarin ze onder meer een rol had in Ariadne auf Naxos van Richard Strauss. In 1948 was ze samen met haar zuster Kirsten Flagstad te horen en te zien in La Scala te Milaan in de opera Die Walküre van Richard Wagner. Ze zong de rol Ortlinde uit die opera later ook in Bordeaux en Rome. In 1953 zong ze tevens de rol Wellgunde uit Götterdämmerung.
Naast zingen vertaalde ze operateksten naar het Noors, was ze verbonden aan Norsk Rikskringkasting (ook weer met broer Lasse), was ze betrokken bij Norsk Operaforbund en Den Norske Opera. Op latere leeftijd begeleidde ze beginnend talent vanachter de piano en trad daarmee in de voetsporen van haar moeder.
Haar stem is bewaard gebleven in een aantal opnamen
Nederland kon deze zangeres zien en horen gedurende een vijftal uitvoeringen in het kader van het Holland Festival. Ze zong Ortlinde in Die Walküre in juni 1950 met uitvoeringen in de Stadsschouwburg te Amsterdam en het Gebouw voor Kunsten en Wetenschappen te Den Haag. Dirigent was Erich Kleiber, het Concertgebouworkest begeleidde.
- International Standard Name Identifier: 0000 0004 0857 114X
- MusicBrainz: 121bd1e8-2eec-4dc5-97fe-def1acb4316f
- Virtual International Authority File: 301315461